# Magdalena Anderssonová
Magdalena Anderssonová (* 23. ledna 1967, Uppsala) je švédská sociálnědemokratická politička, v letech 2021–2022 předsedkyně vlády Švédského království, jakožto první žena v úřadu. Mezi roky 2014–2021 zastávala úřad ministryně financí v kabinetu Stefana Löfvena. V listopadu 2021 jej nahradila také v čele vládnoucí strany Sociální demokraté.

## Soukromý život a vzdělání
Magdalena Anderssonová se narodila do rodiny profesora Görana Anderssona, který přednášel statistiku na Uppsalské univerzitě. V mládí závodně plavala. Vystudovala sociální vědy na vyšší odborné škole v Uppsale. Dále studovala na Stockholmské ekonomické škole, kde později působila jako doktorandka. Studijní pobyty uskutečnila ve Vídni a na Harvardově univerzitě.

## Politická kariéra
V roce 1983 vstoupila do mládežnické organizace švédské sociální demokracie a o čtyři roky později se stala její předsedkyní. Pracovala jako politická poradkyně v úřadu premiéra Görana Perssona.
V roce 2014 byla zvolena poslankyní a ve vládě premiéra Stefana Löfvena se stala ministryní financí. Zůstala jí i po dalších volbách v roce 2018 ve druhé Löfvenově vládě. V roce 2020 se stala první ženou v čele Mezinárodního měnového a finančního výboru (IMFC), který určuje strategii Mezinárodního měnového fondu. V květnu 2021 navrhla zavedení milionářské daně s cílem získat do systému sociálního zabezpečení více peněz od nejbohatších občanů.
Dne 4. listopadu 2021 byla zvolena předsedkyní vládnoucí strany Sociální demokraté. V této pozici nahradila končícího premiéra Stefana Löfvena. Je druhou ženou v této funkci, historicky první byla Mona Sahlin v letech 2007 až 2011.
Dne 10. listopadu 2021 premiér Löfven na svou funkci rezignoval a zůstal v úřadu do jmenování nového kabinetu. Následujícího dne byla pověřena sestavením nové vlády a 24. listopadu ji do úřadu schválil parlament. Stala se tak první předsedkyní vlády v historii Švédska, představujícího poslední severskou zemi, která neměla ženu v této funkci. Ve stejný den však na úřad premiérky rezignovala po odchodu Zelených z připravované vládní koalice, když odmítli účast ve vládě, která by musela vládnout na základě opozičního návrhu rozpočtu přijatého namísto neschváleného koaličního návrhu a na jehož přijetí se podíleli i Švédští demokraté. Premiérkou byla opět jmenována 30. listopadu 2021.